# Lazarev (kraï de Khabarovsk)
Pour les articles homonymes, voir Lazarev.
Lazarev (en russe : Ла́зарев) est une commune urbaine du raïon de Nikolaïevsk du kraï de Khabarovsk, en Russie. Elle forme l'établissement urbain de Lazarev, et se trouve en Extrême-Orient russe. Sa population s'élevait à 878 habitants en 2023.    

## Géographie
La commune urbaine de Lazarev se situe en Extrême-Orient russe, dans le kraï de Khabarovsk, dans le district fédéral d'Extrême-Orient. La localité se trouve dans le raïon de Nikolaïevsk, une des raïons du kraï, et forme l'établissement urbain de Lazarev, une municipalité du raïon, dont il est la seule localité,,.
Lazarev, comme tout le kraï de Khabarovsk, est située dans le fuseau horaire MSK+7 (heure de Vladivostok). Le décalage horaire appliqué par rapport au temps universel coordonné est +10:00.

## Démographie
Recensements (*) et estimations de la population:
| 2002* | 2010* | 2021* | 2023 |
| ----- | ----- | ----- | ---- |
| 1 964 | 1 308 | 912   | 878  |